# Deadball-Ära
Die Deadball-Ära (engl. dead-ball era oder deadball era) bezeichnet eine Periode der US-amerikanischen Baseball-Liga Major League Baseball, die sich von 1901 bis 1919 erstreckte und durch einen historischen Tiefpunkt von Offensivleistungen, aber auch durch zunehmende Professionalisierung gekennzeichnet ist.

## Geschichte

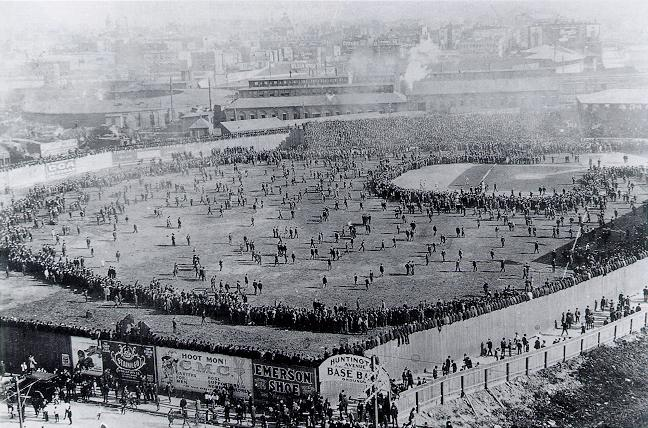
Die Huntington Avenue Grounds, in der die Boston Red Sox bis 1911 spielten, war für heutige Verhältnisse extrem groß. Ein Schlag über das Stadion hinaus musste 220 Meter weit gehen, was schier unmöglich ist.

In der Frühzeit des professionellen Baseballs herrschten für Schlagmänner widrige Bedingungen. Es wurde damals für das gesamte Spiel derselbe Ball verwendet, der spätestens Mitte des Spiels so verformt und dreckig war, dass er völlig unberechenbar und schlecht zu sehen war. Die Pitcher durften den Baseball nach Gutdünken manipulieren, weswegen sie das Spielgerät mit Tabaksaft dunkler färbten, ihn für besseren Griff bespuckten (Spitball), anschabten oder gegen eine Mauer warfen (was die Unwucht während des Fluges verstärkte) o. ä. Weitere Faktoren waren die Stadien selbst. Weil sie damals größer waren, musste man den Ball für einen Home Run (außer Inside the Park) durchschnittlich etwa 10 bis 20 Meter weiter schlagen. Stadien wie die Huntington Avenue Grounds (Boston Red Sox) waren oft zu einer Seite weiter gebaut, sodass solche Home Runs über die weiter gebaute Seite unmöglich waren. Außerdem gab es damals noch kein Flutlicht, weswegen die Schlagleute in der Dämmerung mit schlechter Sicht zu kämpfen hatten.
Als Folge war das Offensivspiel extrem beschränkt. Da es die Schlagleute für sinnlos erachteten, Home Runs zu versuchen, beschränkten sie sich auf kurze Hits, Steals und Bunts. Da man auf diese Weise pro Punkt i. d. R. vier Hits braucht, waren Spiele mit Fußball-Ergebnissen (z. B. 1–0, 2–1, 3–2) üblich. Dieses phlegmatische Spiel wurde von Historikern „Dead Ball“ (totes Spiel) genannt.
Als Endpunkt der Deadball-Ära gilt die skandalöse World Series 1919. Der Bestechungsskandal um die Chicago White Sox beendete nach heutiger Meinung die unschuldige Anfangszeit des MLB. Zudem wurden nach und nach die Regeln geändert, so dass Ball-Manipulationen (insb. Spitballing) verboten, mehr Bälle pro Spiel verwendet und Flutlichter eingeführt wurden. Diese Änderungen läuteten die sogenannte Liveball-Ära mit Power-Hittern wie Babe Ruth und Lou Gehrig ein.

## Rekorde

Die Slugging Percentage (Schlagkraft) während der Deadball-Ära (1900–1918) sank auf einen historischen Tiefpunkt.

Die Anzahl von Runs (1900–1918 farblich abgehoben) erreichte in dieser Zeit ebenfalls ihre Talsohle.

Während der Deadball-Ära (s. Abb.) sanken sowohl Slugging percentage als auch Runs auf einen historischen Tiefpunkt. Schlagmann Frank Baker wurde „Home Run Baker“ getauft, weil er mehrere Saisons mit einer zweistelligen Zahl an Home Runs beendete – was heute völlig unbemerkenswert ist. Die Chicago White Sox schlugen einmal drei Home Runs in der gesamten Saison, gewannen aber trotzdem 88 Spiele und verloren nur 64.
Es wurden auch einige Positivrekorde aufgestellt. Ty Cobb schlug einen Karriere-Batting Average von .366 und hatte eine Saison mit .420. Ed Walsh warf einen Karriere-Earned Run Average von 1.82. All diese Zahlen gelten als Rekorde für die Ewigkeit.

## Stars der Deadball-Ära
Als beste Schlagleute der Deadball-Ära gelten Ty Cobb, Honus Wagner und Shoeless Joe Jackson, als beste Pitcher Cy Young, Christy Mathewson und Walter Johnson.

## Bücher
- Baseball’s Offensive Greats of the Deadball Era: Best Producers Rated by Position, 1901-1919, Robert E. Kelly, McFarland, 2009, ISBN 978-0-7864-4125-9.
- Ballparks of the Deadball Era: A Comprehensive Study of Their Dimensions, Configurations and Effects on Batting, 1901-1919, Ronald M. Selter, McFarland, 2008, ISBN 978-0-7864-3561-6